# Borkener Zeitung
Die Borkener Zeitung, auch BZ genannt, ist eine Tageszeitung im westlichen Münsterland. Herausgeber ist die J. Mergelsberg GmbH & Co. KG mit Sitz in Borken. Den überregionalen Teil bezieht der Verlag vom Medienhaus Aschendorff in Münster und ist Mitglied der Zeitungsgruppe Münsterland (ZGM).
Die Borkener Zeitung ist sowohl als Print-Zeitung als auch in verschiedenen digitalen Formen mit multimedialen Inhalten erhältlich (ePaper, Website, App). Die BZ hat, wie nahezu alle deutschen Tageszeitungen, in den vergangenen Jahren an Auflage eingebüßt. Die verkaufte Auflage beträgt 16.684 Exemplare (1. Quartal 2021). Der Anteil der Abonnements an der verkauften Auflage liegt bei 85,9 Prozent.

## Verbreitung
Die Borkener Zeitung ist die meistgelesene Tageszeitung in ihrem Verbreitungsgebiet. Dies umfasst das Stadtgebiet Borkens sowie die benachbarten Orte Heiden, Raesfeld, Reken, Velen und dort angrenzende Kommunen. Im Schnitt werden 42,6 % Prozent der Haushalte mit der BZ beliefert.

## Verlag
Das Verlagshaus befindet sich seit 1985 an der Bahnhofstr. 6 in 46325 Borken. Im Jahr 2017 wurde das Gebäude nach neuesten technischen Standards modernisiert und neu eröffnet. Zirka 80 Mitarbeiter und knapp 300 Zusteller sind beim Verlag beschäftigt. Ausbildungsplätze werden im kaufmännischen Bereich, in der IT und Mediengestaltung angeboten.

## Geschichte
Gegründet wurde die Zeitung im Jahr 1867 als Wochenblatt unter dem Namen Borkener Kreisblatt von Joseph Hubert Mergelsberg. Ab dem Jahr 1922 erscheint das Blatt als Wochenzeitung und tritt der Zeitungsverlagsgesellschaft Nordwestdeutschland (ZENO) bei. Seitdem ist die Redaktion der Borkener Zeitung lediglich für den Lokalteil zuständig. 1935 werden die Besitzer durch die Nationalsozialisten zum Verkauf der Zeitung gezwungen, die fortan Teil der gleichgeschalteten Presse im Dritten Reich ist. Seit dem Jahr 1949 erscheint das Blatt wieder als selbständige Zeitung.

## Redaktion Münsterland Preis
Die Redakteurin Jacqueline Beckschulte erhielt den Journalistenpreis Münsterland 2018 im Bereich Wirtschaft/Wissenschaft für „Das Essperiment“.

## Digitale Entwicklung
Die BZ ist seit 1997 mit einer Webpräsenz im Internet vertreten. Seit August 2013 sind vom Verlag erstellte Inhalte ausschließlich für Abonnenten zugänglich. Größeren Raum nimmt die Anreicherung von Nachrichten mit weiterführenden Informationen ein. So erscheint zu den meisten Berichten auch ein Foto- und Videobeitrag. Immer größeren Zuspruch erfährt der Vertrieb der elektronischen Zeitung (ePaper).